# Greer megye (Oklahoma)
Greer megye az Amerikai Egyesült Államokban, azon belül Oklahoma államban található. Megyeszékhelye és legnagyobb városa Mangum. Lakosainak száma 5491 fő (2020. április 1.). Greer megye Harmon, Jackson, Beckham és Kiowa megyékkel határos.

## Népesség
A megye népességének változása:
| Lakosok száma | 6203 | 6162 | 6079 | 6171 | 6070 | 5491 |
|               | 2010 | 2011 | 2012 | 2013 | 2015 | 2020 |